# París-Roubaix 1958
La 56.ª edición de la París-Roubaix tuvo lugar el 13 de abril de 1958 y fue ganada por el belga Leon Van Daele. La carrera duró más de 8 horas y la victoria se disputó en un esprint de 23 corredores (récord), compuesto por: 15 belgas, 6 franceses, un irlandés y un español.

## Clasificación final
| Posición | Ciclista            | Equipo              | Tiempo     |
| -------- | ------------------- | ------------------- | ---------- |
| 1        | Leon van Daele      | Faema               | 8h 04' 41" |
| 2        | Miguel Poblet       | Ignis-Doniselli     | m. t.      |
| 3        | Rik van Looy        | Faema               | m. t.      |
| 4        | Rik van Steenbergen | Elve-Peugeot-Marvan | m. t.      |
| 5        | Jean Forestier      | Essor-Leroux        | m. t.      |
| 6        | Alfred de Bruyne    | Carpano             | m. t.      |
| 7        | Marcel Janssens     | Elve-Peugeot-Marvan | m. t.      |
| 8        | Roger Hassenforder  | Saint-Raphael       | m. t.      |
| 9        | Raymond Impanis     | Elve-Peugeot-Marvan | m. t.      |
| 10       | Jan Zagers          | Libertas-Dr. Mann   | m. t.      |